# Engelhauptita
La engelhauptita és un mineral de la classe dels òxids. És un compost de fórmula química KCu₃(V₂O₇)(OH)₂Cl. Cristal·litza en el sistema hexagonal. Va rebre el nom en honor del mineraligista amateur alemany Bernd Engelhaupt.